# 9 липня
9 липня — 190-й день року (191-й у високосні роки) в григоріанському календарі. До кінця року залишається 175 днів.

## Свята і пам'ятні дні

### Міжнародні
- ООН: Міжнародний день знищення стрілецької зброї. (Small Arms Destruction Day) (2001).

### Національні
- Аргентина: День незалежності.
- Палау: День Конституції. (1981)
- Австралія: День Конституції. (1900)
- Марокко: День Хасана II.
- Казахстан: День податкової служби.
- Камбоджа: День посадки дерев.
- Азербайджан: День співробітників органів дипломатичної служби.
- Канада: День провінції Нунавут.
- США: Національний день цукрового печива.

### Релігійні

#### Християнство
Католицька церква:
- День Святих Китайських мучеників.
- День Святого Григорія Марія Грассі.
- День Святої Вероніки Джуліані.
- День Святої Пауліна Серця Ісуса.
- День Блаженної Марії Розп'ятого Ісуса.

 Православна церква:
- Священномученика Панкратія, єпископа Тавроменійського.
- Священномученика Кирила, єпископа Гортинського.
- Преподобномученика Патермуфія, Копрія і мученика Олександра.
- Святителя Феодора, єпископа Едеського.
- Преподобного Гавриїла Афонського.

 Лютеранська церква:

### Іменини
✙ Православні:
✝  Католицькі:

## Події
- 1357 — Імператор Карл IV заклав у Празі Карлів міст через Влтаву.
- 1686 — сім європейських держав створили Аугсбурзьку лігу з метою зупинити експансію Королівства Франція в Західній Європі.
- 1789 — Національні збори в Королівстві Франція проголосили себе Установчими.
- 1811 — велика пожежа на Подолі в Києві. Вогонь знищив більшість із 2068 подільських будинків.
- 1816 — Аргентина оголосила незалежність від Іспанської імперії.
- 1877 — перший фінал тенісного турніру у Вімблдоні, переможцем став Спенсер Гір.
- 1900 — Королева Вікторія схвалила Закон про утворення Австралійської федерації, на підставі якого створена нова держава Федерація Австралії (з 1 січня 1901 року).
- 1955 — заснований Пагуошський рух учених за мир, роззброєння і міжнародну безпеку (опубліковано Маніфест Рассела-Ейнштейна).
- 1955 — знаменита рок-н-рольна пісня «Rock Around the Clock» (автор Біл Гейлі, виконання гурту Bill Haley & His Comets) посіла перше місце в американському чарті «Білбоард».
- 1961 — у Вінніпегу (Канада) відкрито пам'ятник Т. Г. Шевченку.
- 1972 — в околицях села Хрестище (Харківська область) провели перший в Україні ядерний вибух (підземний).
- 2002 — Організацію Африканської Єдності, що об'єднувала 53 держави Африки, офіційно перетворено в Африканський союз.
- 2006 — фінальний матч чемпіонату світу з футболу в Німеччині. Італія в серії післяматчевих пенальті перемагає Францію і вчетверте стає чемпіоном світу.
- 2018 — саміт Україна-ЄС, між Україною та ЄІБ підписано угоду про виділення позики на EUR75 млн для реалізації проєкту «Підвищення безпеки автомобільних доріг у містах України».[2]

## Народились
Дивись також Категорія:Народились 9 липня
- 1563 — Ораціо Джентілескі, італійський художник доби раннього бароко, працював в Італії і в Британії. Батько художниці Артемізії Джентілескі.
- 1578 — Фердинанд II Габсбург, король Богемії, король Угорщини, імператор Священної Римської імперії в 1619-1637 роках.
- 1764 — Енн Редкліфф, англійська письменниця.
- 1834 — Ян Неруда, чеський письменник, поет і журналіст.
- 1845 — Джордж Дарвін, британський астроном і математик, син натураліста Чарльза Дарвіна.
- 1850 — Іван Вазов, болгарський письменник.
- 1855 — Якоб Смітс, голландсько-фламандський художник.
- 1882 — Михайло Слабченко, український історик.
- 1894 — Петро Капиця, радянський фізик, лауреат Нобелівської премії (1978).
- 1911 — Джон Арчибальд Вілер, американський фізик.
- 1927 — П'єр Полен, французький дизайнер меблів.
- 1939 — Ігор Калинець, поет і прозаїк, один із чільних представників так званої «пізньошістдесятницької» генерації і дисидентсько-самвидавного руху в Україні, політв'язень.
- 1935 — Мерседес Соса, аргентинська співачка, відома як «голос Латинської Америки».
- 1938 — Лія Ахеджакова, радянська акторка театру й кіно.
- 1942 — Євген Мамут, український і американський фахівець з кінематографічних спецефектів, аніматор, лауреат премії «Оскар».
- 1943 — Сергій Комісаренко, український науковець, державний та політичний діяч, дипломат.
- 1947 — Анатолій Кочерга, український оперний співак, один із найвидатніших басів сучасності.
- 1950 — Віктор Янукович, колишній український політик, 4-й президент України, 9-й та 12-й прем'єр-міністр України.
- 1956 — Том Генкс, американський кіноактор («Форрест Гамп»).
- 1964 — Кортні Лав, американська рок-співачка, музикантка (Hole), дружина Курта Кобейна.
- 1982 — Сакон Ямамото, японський автогонщик, пілот Формули-1.
- 1985 — Крістіані Сантус,  бразильська спортсменка, спеціаліст зі змішаних бойових мистецтв.
- 1987 — Володимир Парасюк, учасник Майдану, громадський діяч, депутат Верховної Ради України, відомий своїми скандальними витівками.

## Померли
Дивись також Категорія:Померли 9 липня
- 1441 — Ян ван Ейк, видатний фламандський художник раннього Відродження. Молодший брат художника і свого вчителя Губерта ван Ейка (1370—1426).
- 1507 — Йона ІІІ, митрополит Київський, Галицький та всієї Руси.
- 1797 — Едмунд Берк, англійський публіцист, мислитель, основоположник теорії британського консерватизму.
- 1828 — Гілберт Стюарт, американський художник. Разом з художником Джоном Коплі вважається засновником живопису США.
- 1880 — Поль Брока, французький анатом і антрополог.
- 1962 — Жорж Батай, французький філософ, теоретик мистецтва, письменник.
- 1977 — Григорій Куций, організатор історичної науки та системи вищої освіти на Зеленому Клині.
- 1982 — Володимир Хоткевич, український учений-фізик, фахівець у галузі фізики низьких температур, педагог, професор, ректор Харківського державного університету. Син Гната Хоткевича.
- 1987 — Улас Самчук, український письменник, журналіст і публіцист.
- 2004 — Пол Хлєбников, американський журналіст.